# 大山町立名和小学校
大山町立名和小学校（だいせんちょうりつ なわしょうがっこう）は、鳥取県西伯郡大山町名和にある公立小学校。

## 概要
1960年に初代名和小学校と御来屋（みくりや）小学校を統合し、2代目名和小学校が開校。
2006年に2代目名和小学校と光徳小学校と庄内小学校を統合し3代目名和小学校が開校。

## 沿革
ここでは明治期の統廃合を除いて、戦後以降の昭和の統合前を「初代」、統合後を「2代目」、平成の統合以降は「3代目」と分けて記述する。
初代
- 1873年（明治6年）11月14日 - 坪田村長綱寺に坪田小学を創立。
- 1879年（明治12年） - 名和小学と改称。
- 1883年（明治16年） - 御来屋小学校を本校として名和分校となる。
- 1887年（明治20年）4月1日 - 独立し名和簡易小学校となる。
- 1892年（明治25年） - 名和尋常小学校と改称。
- 1931年（昭和6年）4月1日 - 名和尋常高等小学校と改称。
- 1932年（昭和7年）5月 - 神田分教場を開設。
- 1941年（昭和16年）4月1日 - 国民学校令により名和国民学校と改称。
- 1946年（昭和21年）11月21日 - 大山農場分校が開校。
- 1947年（昭和22年）4月1日 - 学制改革により名和村立名和小学校と改称。
- 1954年（昭和29年）4月1日 - 町村合併により名和町立名和小学校と改称。
- 1960年（昭和35年）3月31日 - 閉校。

2代目
- 1960年（昭和35年）
  - 4月1日 - 名和小学校（初代）と御来屋小学校と名目統合し名和小学校（2代目）開校。名和校舎・御来屋校舎・神田分校・大山農場分校の4校舎に分かれて授業を続ける。
  - 11月18日 - 現在地を買収し、校舎建設工事に着手。

- 1962年（昭和37年）4月1日 - 校舎竣工、名和・御来屋校舎の児童を収容し完全統合。
- 1984年（昭和59年）3月20日 - 神田分校閉校式挙行、31日閉校。
- 1998年（平成10年）3月22日 - 大山農場分校閉校式挙行、31日閉校。
- 2005年（平成17年）3月28日 - 名和町・中山町・大山町が合併し、新・大山町発足に伴い大山町立名和小学校と改称。
- 2006年（平成18年）3月29日 - 閉校式挙行（2代目）、31日閉校。

3代目
- 2006年（平成18年）4月 - 名和（2代目）・光徳・庄内の3校を名目統合し、大山町立名和小学校（3代目）が開校、光徳校舎を東校舎、庄内校舎を西校舎とし、名和校舎の児童は新校舎建設のため東西に分かれて通学する。
- 2007年（平成19年）4月 - 新校舎完成に伴い実質統合。

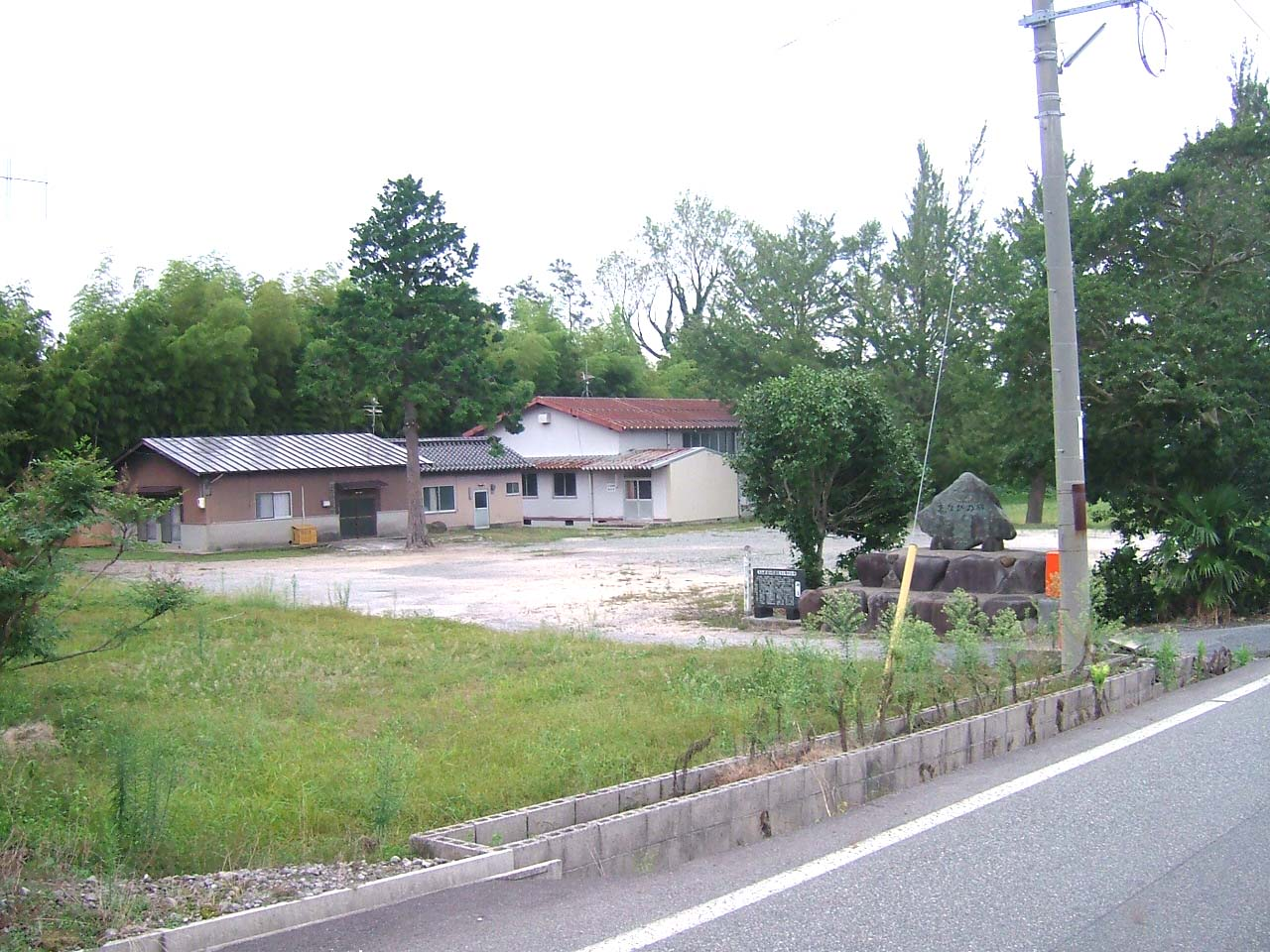
大山農場分校跡
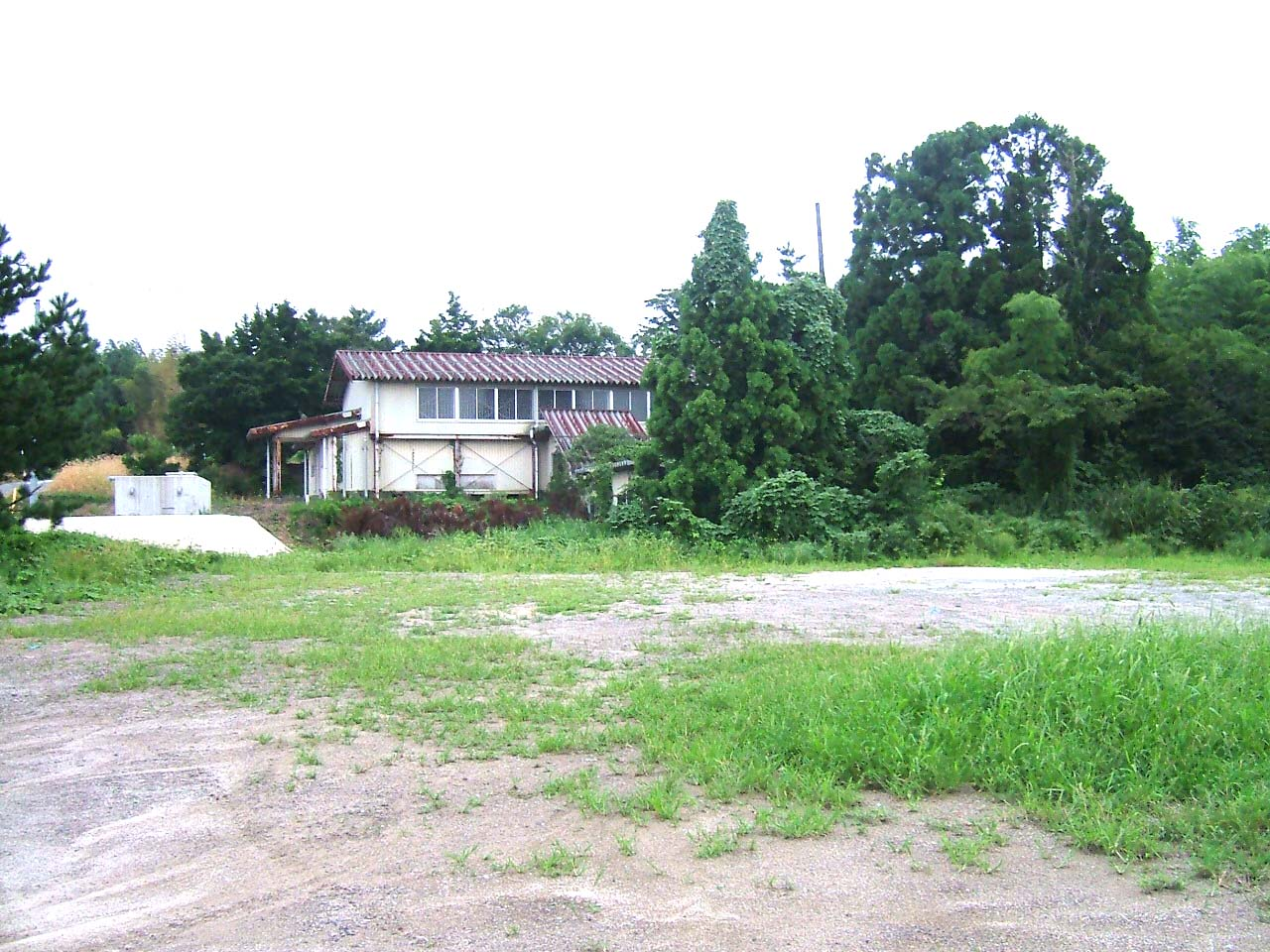
神田分校跡

## 通学区域
- 旧名和町地域（香取地区・旧大山小学校香取分校の通学区域を除く）

## 進学先中学校
- 大山町立名和中学校

## 交通アクセス
- JR山陰本線 名和駅より1.4 km。

## 校区内の主な施設
- 名和神社